# Comitatul Benton, Indiana
Comitatul Benton, conform originalului din limba engleză, Benton County, este unul din cele 93 de comitate ale statului american Indiana. Conform recensământului Statelor Unite Census 2000, efectuat de United States Census Bureau, populația totală era de 8.810 de locuitori. Sediul comitatului este orașul Fowler GR6.

## Legături externe

Harta comitatului Benton, Indiana

## Demografie
|  | Graficele sunt indisponibile din cauza unor probleme tehnice. Mai multe informații se găsesc la Phabricator și la wiki-ul MediaWiki. |

Date: Wikidata - grafică realizată de Wikipedia